# Avro Canada VZ-9-AV Avrocar

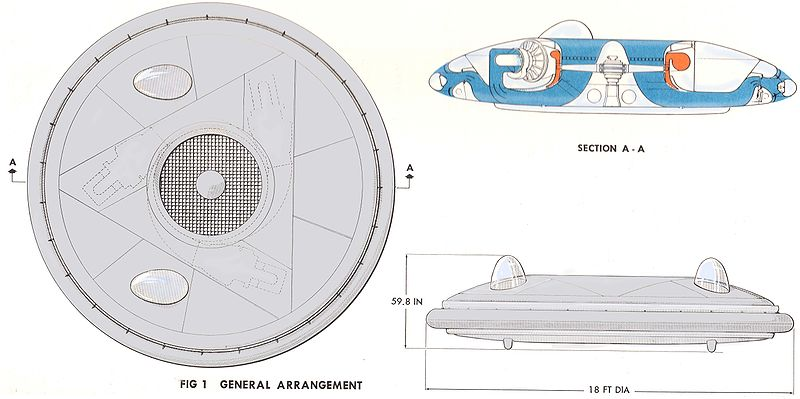
Schematický nákres

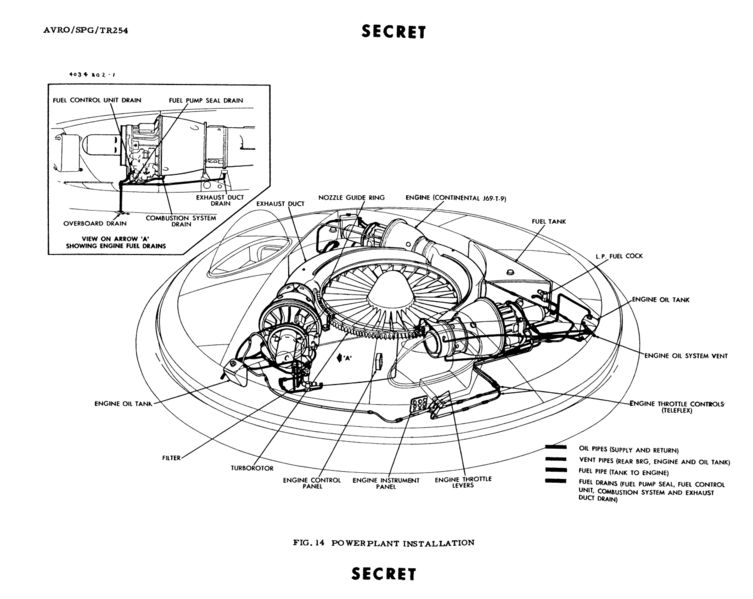
Umístění motorů

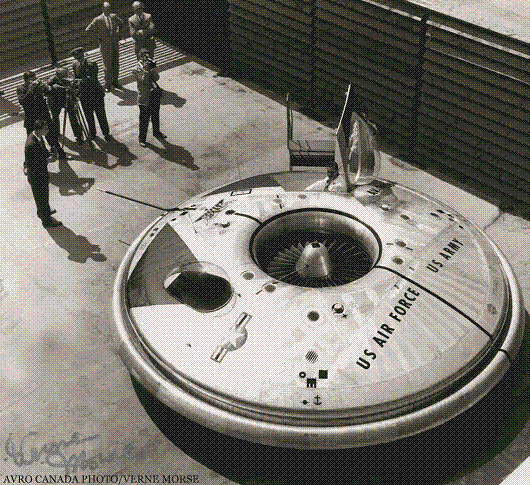
Avrocar

Avro Canada VZ-9-AV Avrocar je letoun diskového tvaru s kolmým startem a přistáním, vyvinutý jako tajný projekt v období studené války kanadským výrobcem letadel Avro Canada ve městě Malton v provincii Ontario.

## Konstruktér
Konstruktér Jack Frost do společnosti Avro Canada přišel v roce 1947. Předtím pracoval pro britskou společnost de Havilland na vývoji tryskových stíhacích letounů de Havilland Vampire a de Havilland Swallow. V Kanadě se nejdříve podílel na vývoji přepadového stíhacího letounu Avro Canada CF-100 Canuck. Později začal pracovat ve speciální vývojové skupině na tajném vývoji letounů.

## Vývoj
Činnost skupiny finančně podporovala kanadská vláda. Podpora byla zastavena v roce 1953, protože výsledky vývoje neodpovídaly výši nákladů. Po ukončení podpory ze strany kanadské vlády se Frost nevzdal. Díky svým schopnostem dobrého obchodníka se mu podařilo upoutat zájem Spojených států amerických o projekt. V roce 1953 navštívila společnost skupina amerických vojenských expertů kvůli stíhacímu letounu Avro Canada CF-100 Canuck. Frost využil příležitost a seznámil americké experty s projektem svého letounu. Následně došlo k dohodě, že Frostovu skupinu budou financovat Američané.
Požadavky Američanů měl splnit letoun Avro VZ-9-AV Avrocar. Armáda USA požadovala podzvukový letoun, použitelný na průzkum a dopravu vojáků v terénu. Letectvo USA chtělo letoun, který se bude pohybovat těsně nad zemí mimo dosah radarů, ale v případě potřeby se rychle vznese do výšky a vyvine nadzvukovou rychlost. Konstruktéři věřili, že se jim podaří splnit všechny požadavky.

## Finální model
Na výrobní lince společnosti byly postaveny dva prototypy letounu Avro VZ-9-AV Avrocar. Jeden byl určen na testování v aerodynamickém tunelu NASA v Kalifornii a druhý pro zkušební lety. Těsně po dokončení výroby testovacích modelů letadel, v únoru 1959, kanadská vláda přestala finančně podporovat projekt Avro Canada CF-105 Arrow, což způsobilo vážnou krizi společnosti. Krize se dotkla všech projektů, včetně činnosti Frostovy skupiny. Nicméně již na konci května 1959 byl Frost schopen ve spolupráci s Američany zajistit pokračování svého projektu.
Letoun Avro VZ-9-AV Avrocar má tvar „létajícího talíře“ o průměru cca 5,5 m se dvěma oddělenými malými kabinami, určenými pro pilota a pozorovatele. Horní části kabin jsou tvořeny průhlednými kopulemi. Letoun má tři malé proudové motory Continental J69-T-9, mezi nimiž je umístěn hlavní rotor letounu. Snahou konstruktérů bylo využít Coandův efekt. Letoun měl být schopen kolmého startu a přistání. Ve výšce 3000 m měl vyvinout rychlost 480 km/h.
První tři zkušební lety byly provedeny v listopadu 1959. Pak následovaly další testy v lednu 1960 a potom ještě v období od července 1960 do června 1961. Celkem to bylo 75 hodin. Výsledky testů odhalily problémy se stabilitou a nízký výkon. Maximální rychlost dosažená v průběhu zkoušek byla jen 56 km/h ve výšce 90 cm nad zemí. Ukázalo se, že výkon motorů není dostatečný. Avrocar se choval v podstatě jen jako vznášedlo. Navíc byl velmi hlučný, což je nevýhodné pro vojenské účely.

## Ukončení projektu
Na provedení dalších změn už nebyly k dispozici finanční prostředky. Frostovy návrhy na změny projektu nebyly akceptovány a Avrocar a další projekty z oblasti VTOL přestaly být ze strany USA v roce 1961 podporovány. Avrocar nevzbudil zájem ani kanadské vlády ani jiných zemí, což vedlo k ukončení činnosti skupiny. Z hlediska dosažených výsledků byl Avrocar neúspěšný a skončil v leteckém muzeu. Přesto se stal zdrojem inspirací pro další projekty, jako je např. vznášedlo Saunders Roe SR.N1. Jeden z vývojářů Paul Moller později vyvinul „létající automobil“ Moller Skycar M400.

## Specifikace

### Technické údaje
- Posádka: 2
- Průměr: 5,5 m
- Výška: 1,5 m
- Nosná plocha: 23,7 m²
- Prázdná hmotnost:[pozn. 1] 1 361 kg
- Maximální vzletová hmotnost: 2 522 kg
- Pohonná jednotka: 3× Continental J69-T-9

### Výkony
- Maximální rychlost: 480 km/h (skutečně dosaženo 56 km/h)
- Dostup: 3 000 m (skutečně dosaženo 0,91 m)